# حصن باجعيم (الضليعة)
'

تعديل مصدري - تعديل

حصن باجعيم هي إحدى قرى عزلة الضليعة بمديرية الضليعة التابعة لمحافظة حضرموت، بلغ تعداد سكانها 221 نسمة حسب تعداد اليمن لعام 2004.